# Sajólád
Sajólád ist eine ungarische Gemeinde im Kreis Miskolc im Komitat Borsod-Abaúj-Zemplén. Zur Gemeinde gehört der Ortsteil Gyömrőpuszta.

## Geografische Lage
Sajólád liegt in Nordungarn, 10,5 Kilometer südöstlich des Komitatssitzes und der Kreisstadt Miskolc, am linken Ufer des Flusses Sajó. Nachbargemeinden sind Sajópetri am gegenüberliegenden Ufer, Alsózsolca im Norden und Bőcs im Osten.

## Sehenswürdigkeiten
- Fráter-György-Reliefgedenktafel, erschaffen 1991 von Éva Varga
- Jagdschloss Erdődy (Erdődy-vadászkastély), im Ortsteil Gyömrőpuszta
- János-Kálvin-Büste, erschaffen von Zoltán Nándor Juhász
- Nepomuki-Szent-János-Statue, erschaffen 1724
- Reformierte Kirche
- Römisch-katholische Kirche Szűz Mária Látogatása, erbaut 1720, Barock
- Römisch-katholische Friedhofskapelle Hétfájdalmú Szűzanya mit dreieckigem Grundriss, erbaut in den 1750er Jahren
- Szent-István-király-Statue, erschaffen von László Kékedi

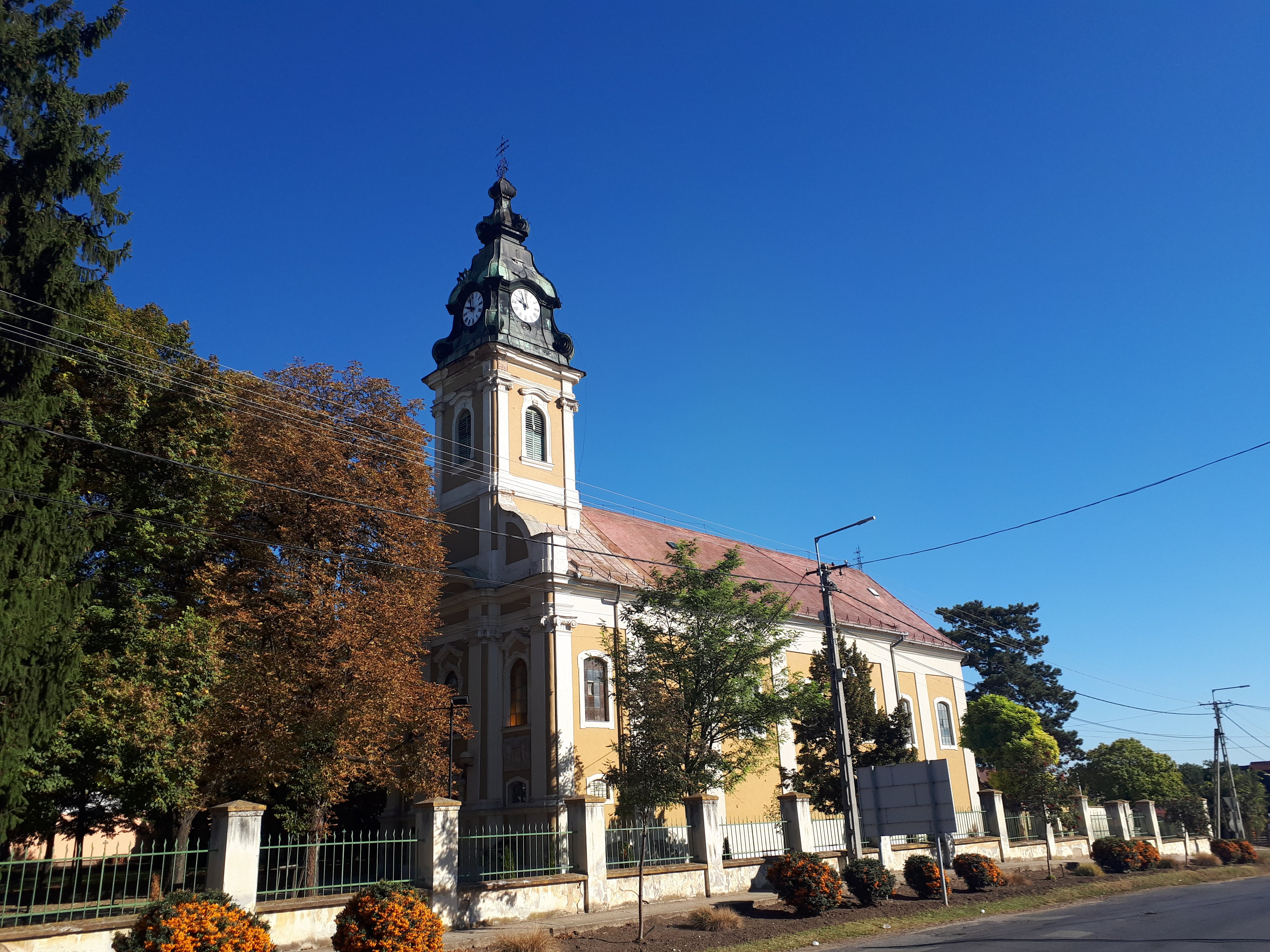
Röm.-kath. Kirche Szűz Mária Látogatása
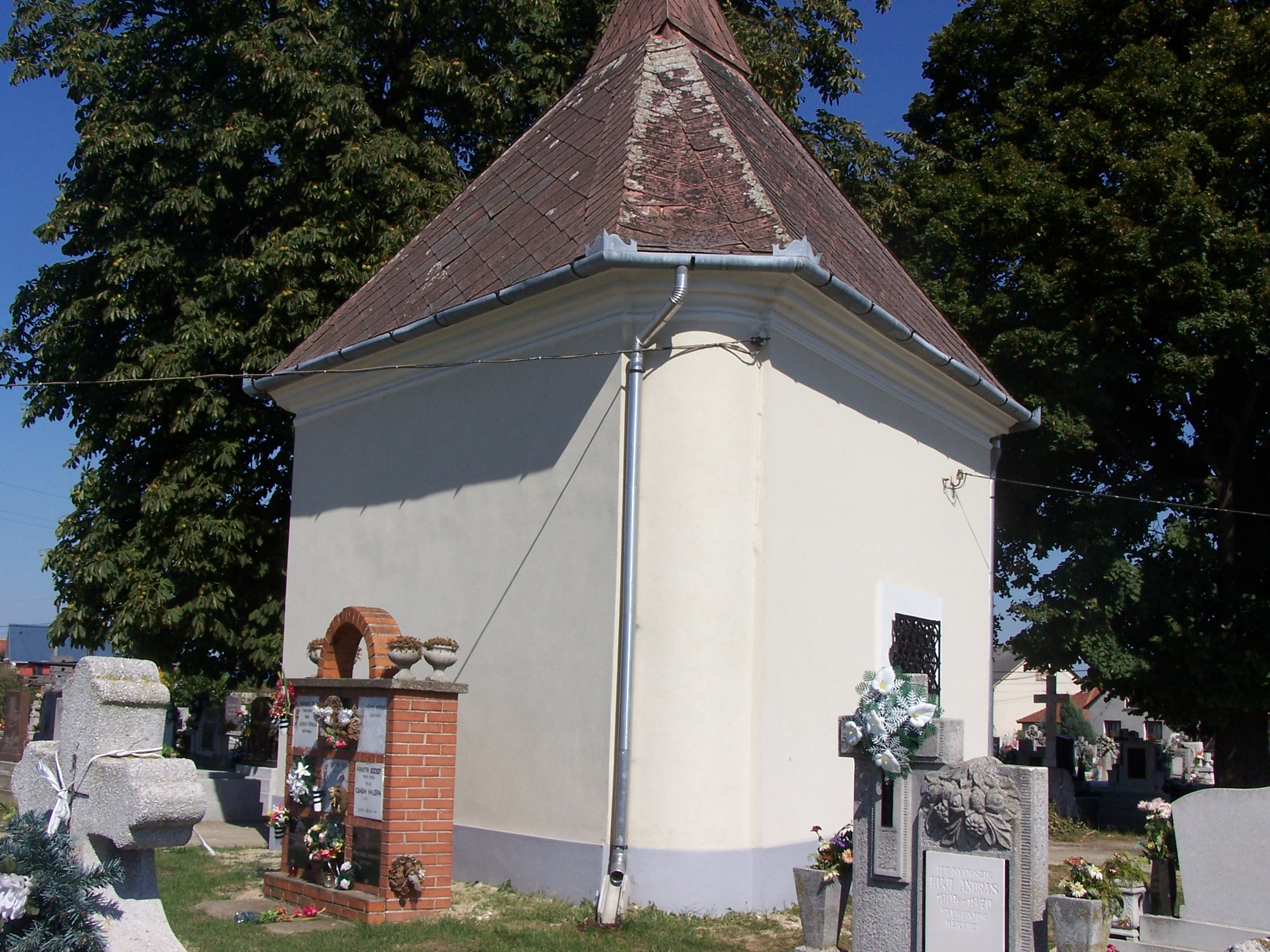
Röm.-kath. Friedhofskapelle
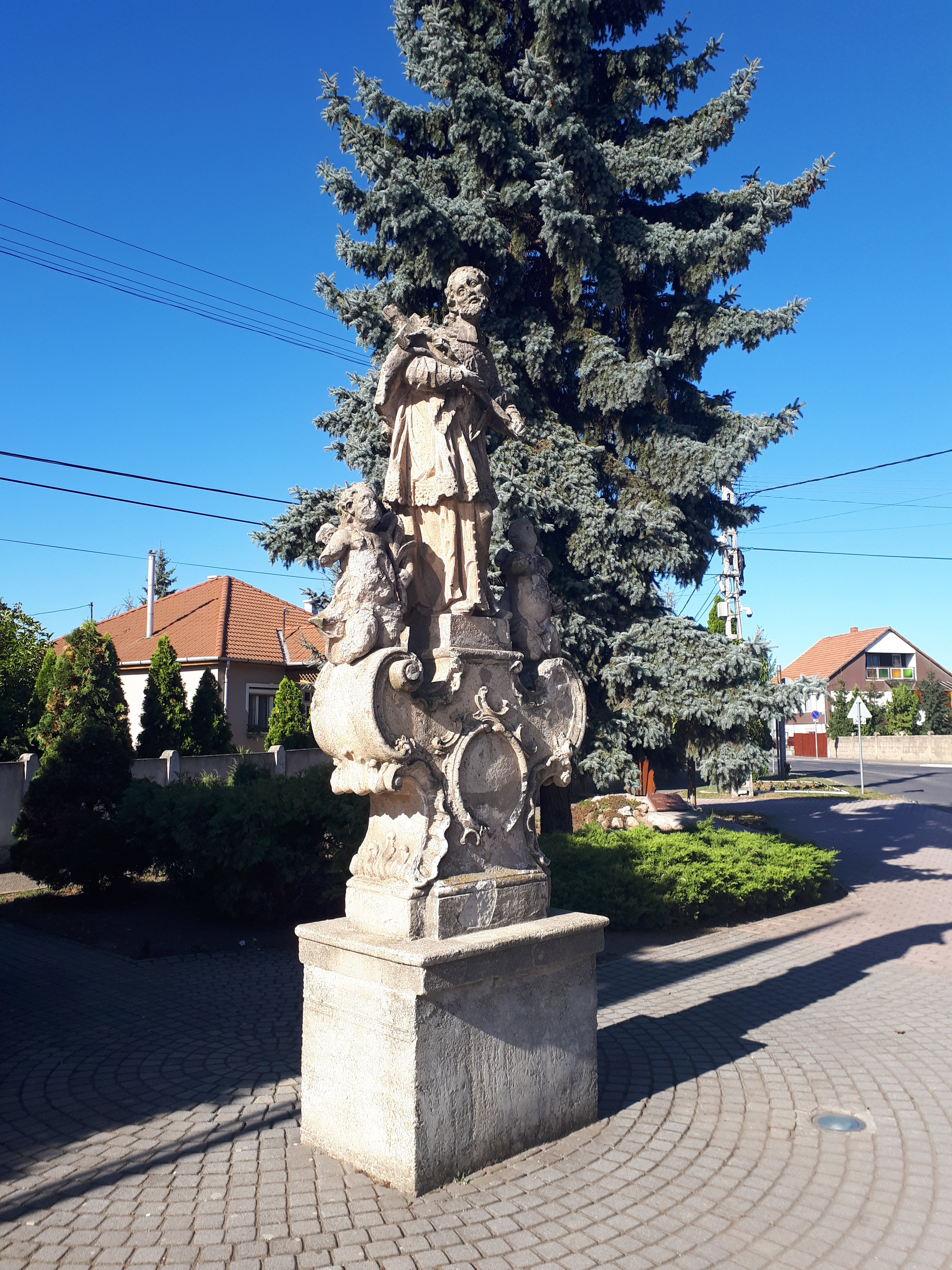
Nepomuki-Szent-János-Statue
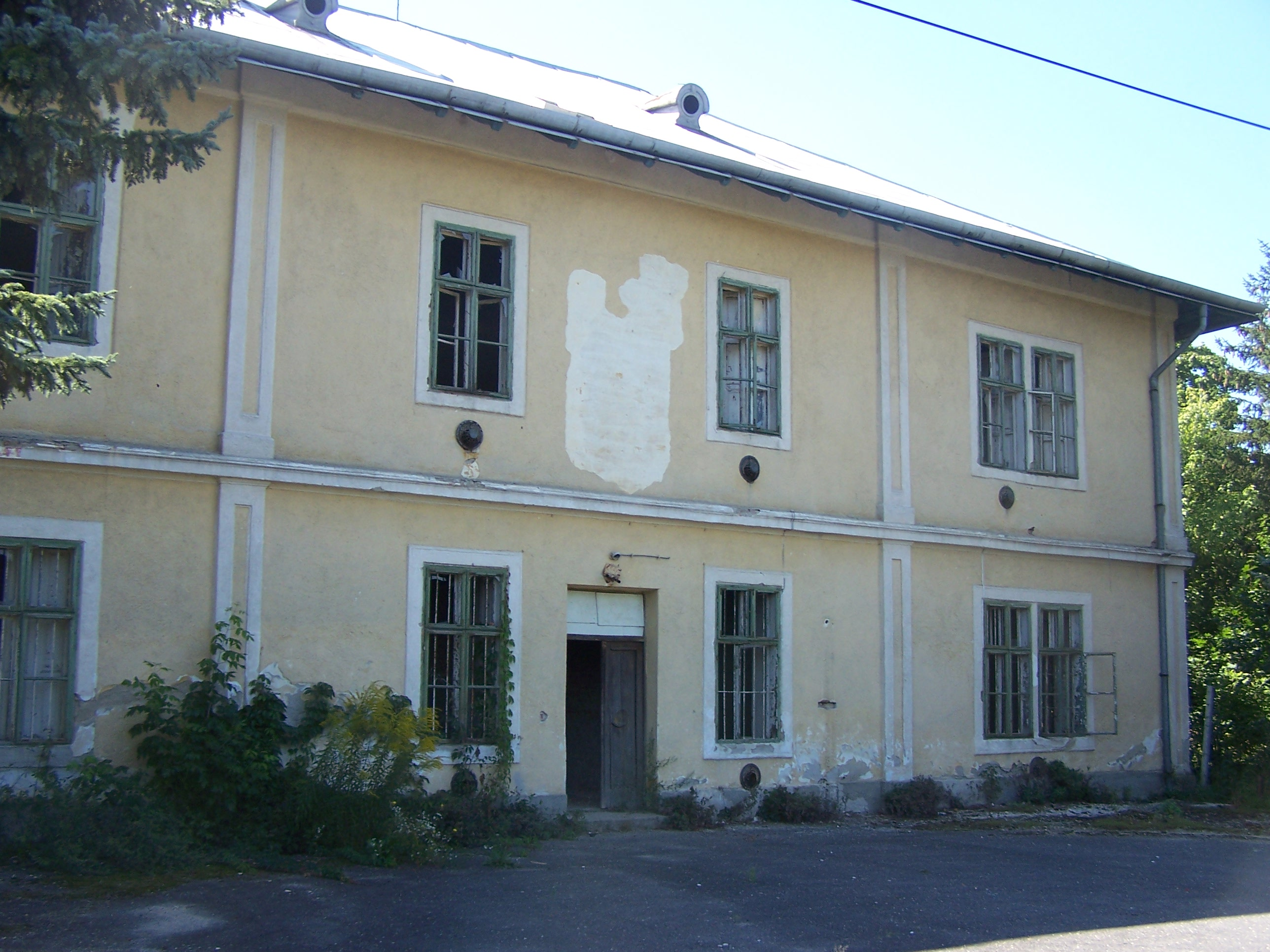
Jagdschloss Erdődy

## Verkehr
In Sajólád treffen die Landstraße Nr. 3606 und Nr. 3609 aufeinander. Es bestehen Busverbindungen über Alsózsolca und Felsőzsolca nach Miskolc, über Sajópetri nach Ónod sowie nach Bőcs. Der nächstgelegene Bahnhof befindet sich sieben Kilometer nordwestlich in Felsőzsolca.